# Bill Kaysing
Bill Kaysing, född 31 juli 1922, död 21 april 2005, var en amerikansk författare som hävdade att månlandningarna mellan 1969 och 1972 var en bluff. Han gav 1976 ut en pamflett med rubriken We never went to the moon: Americas thirty billion dollar swindle och blev därmed en av grundarna av alla kommande konspirationsteorier om månlandningarna.